# جيمس روجرز
جيمس روجرز (بالإنجليزية: James Rogers)‏ (16 أكتوبر 1946 - ) هو لاعب كرة يد أمريكي. شارك في الألعاب الأولمبية الصيفية 1972 والألعاب الأولمبية الصيفية 1976.

## وصلات خارجية
- جيمس روجرز على موقع أوليمبيديا (الإنجليزية)